# Regionalni park
Regionalni park, vrsta zaštićenog područja, jedna od devet vrsta zaštićenih područja u Hrvatskoj. Namjena mu je zaštita krajobrazne raznolikosti, održivi razvoj i turizam. Razina upravljanja je županijska. Proglašava ga predstavničko tijelo nadležne jedinice područne (regionalne) samouprave.
Regionalni park je prostrano prirodno ili dijelom kultivirano područje kopna i/ili mora velike bioraznolikosti i/ili georaznolikosti, s vrijednim ekološkim obilježjima i krajobraznim vrijednostima karakterističnim za područje na kojem se nalazi. U regionalnom parku dopuštene su gospodarske i druge djelatnosti te zahvati kojima se ne ugrožavaju njegova bitna obilježja i uloga.
U Republici Hrvatskoj zaštićena su dva regionalna parka: Mura – Drava i Moslavačka gora.